# Fryderyka z Saksonii-Gotha-Altenburg
Friederike (ur. 17 lipca 1715 w Gocie, zm. 12 maja 1775 w Langensalzy) – księżniczka Saksonii-Gotha-Altenburg, od śmierci szwagra księcia Chrystiana 28 czerwca 1736 ostatnia księżna Saksonii-Weißenfels. Pochodziła z rodu Wettynów.
Urodziła się jako czwarta córka (piętnaste spośród dziewiętnaściorga dzieci) księcia Saksonii-Gotha-Altenburg Fryderyka II i jego żony księżnej Magdaleny Augusty Anhalt-Zerbst. 
27 listopada 1734 w Altenburgu poślubiła następcę tronu Saksonii-Weißenfels Jana Adolfa (później ostatniego monarchę tego państwa panującego jako Jan Adolf II), owdowiałego po śmierci Joanny Antoniny z Saksonii-Eisenach, zostając jego drugą żoną. Para miała pięcioro dzieci, z których żadne nie dożyło wieku dorosłego:
- księcia Karola Fryderyka Adolfa (1736–1737)
- księcia Jana Adolfa (1738–1738)
- księcia Augusta Adolfa (1739–1740)
- księcia Jana Jerzego Adolfa (1740–1740)
- księżniczkę Fryderykę Adolfinę (1741–1751)